# Julia Fidel

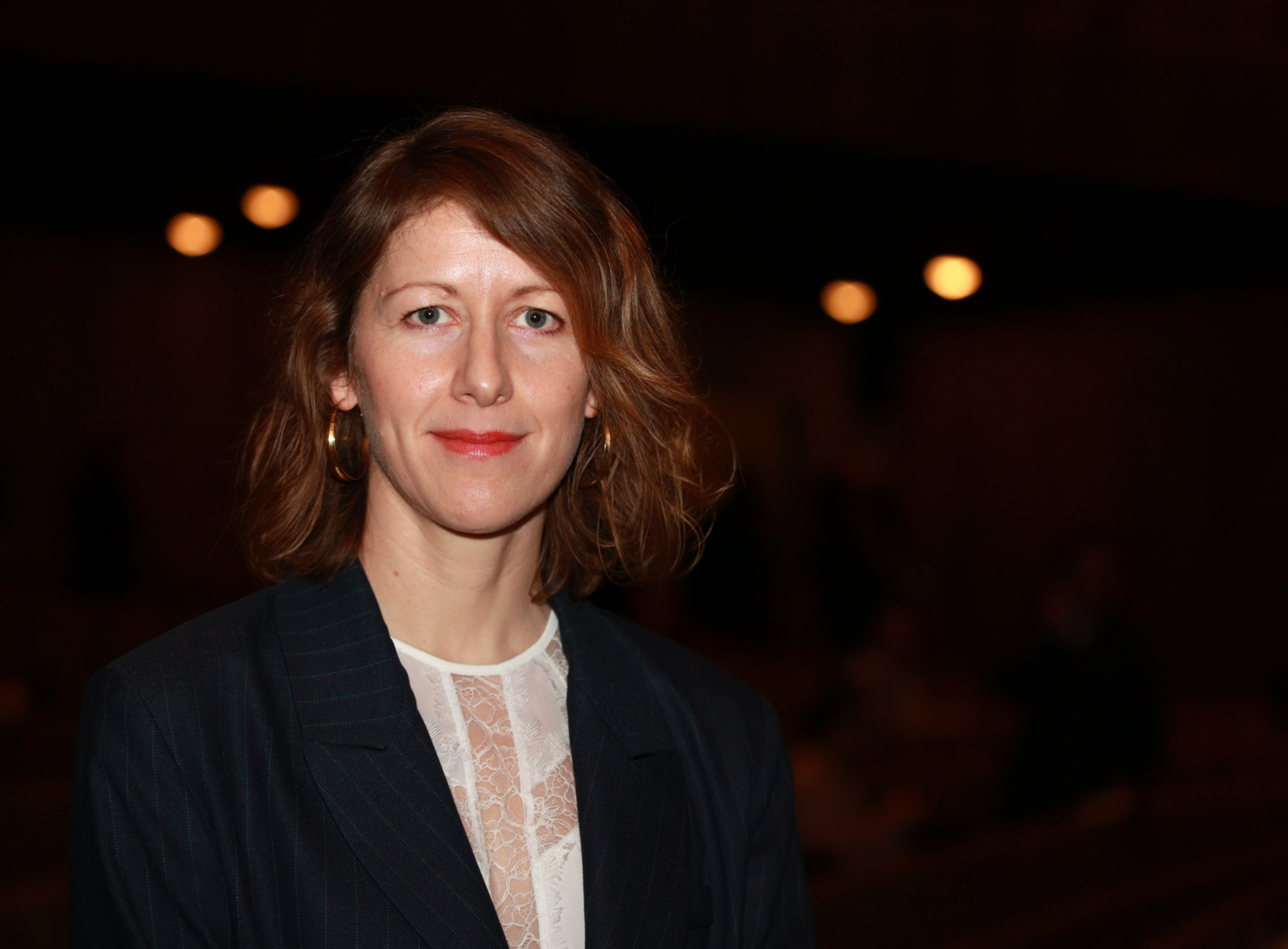
Julia Fidel (2023)

Julia Fidel (geboren in Darmstadt) ist eine deutsche Filmschaffende. Von 2019 bis 2023 war sie Leiterin der Berlinale Series, der Fernsehserien-Reihe der Berlinale.

## Leben
Julia Fidel studierte von 2000 bis 2002 Filmwissenschaft an der Johannes Gutenberg-Universität Mainz und von 2000 bis 2003 Kulturwissenschaft an der Humboldt-Universität zu Berlin und Filmwissenschaft an der Freien Universität Berlin (Bachelor 2003). Nach einem weiterführenden Studium der Medienwissenschaften von 2003 bis 2007 an der Filmuniversität Babelsberg machte sie dort ihr Diplom.
Während ihres Studiums leitete sie 2005 das Internationale Studierendenfilmfestival sehsüchte. Ab 2006 arbeitete sie für die Berlinale in den Sektionen Generation und Panorama in verschiedenen Rollen. Darüber hinaus war sie in Berlin, London und New York in verschiedenen Projekten in der Regieassistenz, im Casting, bei Zuschauerforschung, Verleih und Pressearbeit tätig. Zudem wirkte sie als Choreographin für mehrere nationale und internationale Produktionen, darunter für A Cure for Wellness (Regie Gore Verbinski) und Sense8 (Regie Lana Wachowski). Sie verantwortete sämtliche Tanzelemente der Serie Babylon Berlin von Tom Tykwer, Achim von Borries und Hendrik Handloegten.
Von 2019 bis 2023 leitete Fidel die Berlinale Series der Internationalen Filmfestspiele Berlin.